# Гришикашвили, Иосиф Иродьевич
Ио́сиф Иро́дьевич Гришикашви́ли (груз. იოსებ (სოსო) იროდის ძე გრიშიკაშვილი, Ио́себ «Сосо́» Иро́дис дзе Гришикашви́ли; 25 декабря 1973 или 21 июля 1971, или 21 июля 1973, Телави, Грузинская ССР, СССР) — грузинский футболист, вратарь.

## Карьера
Первые достижения пришли в период выступления за владикавказкую «Аланию», в середине 90-х, когда команда была на лидирующих позициях в российском чемпионате. Вместе с клубом, являясь неосновным вратарём, завоевал золото чемпионата 1995 года. После «золотого» сезона покинул владикавказский клуб. 
В 1999 году перешёл в тбилисское «Динамо», с которым стал чемпионом и обладателем Суперкубка в сезоне-1999. В 2008 году после летнего трансферного окна заключил контракт с «Микой». Первых наград в составе аштаракцев достиг в 2009 году, в котором «Мика» стала серебряным призёром чемпионата Армении. В марте 2010 года на пресс-конференции главный тренер «Мики» Армен Адамян сообщил, о том, что Гришикашвили включён в заявку команды на чемпионат 2010, но также выставлен на трансфер. Выступая в Армении, Гришикашвили являлся самым возрастным игроком среди вратарей. В летнее трансферное окно перешёл в клуб «Спартак-Цхинвали».

## Достижения
«Спартак-Алания»
- Чемпион России: 1995
- Серебряный призёр чемпионата России: 1996

«Вентспилс»
- Бронзовый призёр чемпионата Латвии: 1998

«Динамо» (Тбилиси)
- Чемпион Грузии: 1999
- Обладатель Суперкубка Грузии: 1999

«Мика»
- Серебряный призёр чемпионата Армении: 2009